# Festuca parodiana
Festuca parodiana är en gräsart som först beskrevs av St.-yves och Parodi, och fick sitt nu gällande namn av Elisa G. Nicora. Festuca parodiana ingår i släktet svinglar, och familjen gräs. Inga underarter finns listade i Catalogue of Life.